# Estados Unidos nos Jogos Olímpicos de Verão de 1936
Os Estados Unidos da América competiram os Jogos Olímpicos de Verão de 1936 em Berlim, Alemanha. Os estadounidenses foram os segundos no ranking geral, com 24 medalhas de ouro.